# Arvid Thörn
Arvid Teodor Thörn, född 29 oktober 1906 i Grängesberg, död 2 december 1986, var en svensk fotbollsspelare (anfallare) som är den ende svensk i historien som blivit uttagen till landslagsspel som div 4-spelare.
Thörn var med i den svenska truppen till VM 1934. I turneringen, där Sverige åkte ut mot Tyskland i kvartsfinal, fick han dock ingen speltid. På klubblagsnivå representerade han bland annat IFK Grängesberg och Örebro SK.

## Karriär
Thörns uttagning till landslaget 1930 var sensationell eftersom IFK Grängesberg då spelade i den fjärde divisionen. Han är den ende division 4-spelare som någonsin blivit uttagen till det svenska fotbollslandslaget. Han spelade sammanlagt två A-landskamper, båda 1930, mot Estland (5–1) och mot Lettland (5–0) där han även gjorde ett av målen.
Efter VM 1934 gick Thörn till Örebro SK, vilket gjorde honom till Örebros förste landslagsman i fotboll. Han blev samma år uttagen till B-landslaget och gjorde ett mål i 3–1-vinsten över Norge. Han debuterade för Örebro SK i juli 1934 i en 4–0-vinst över IFK Västerås i Division 2 Norra. Hans första mål för klubben kom sedan i september 1934 i en 3–4-förlust mot Hallstahammars SK. Thörn spelade dock bara sex matcher för ÖSK innan han flyttade tillbaka till IFK Grängesberg. Han avslutade sin fotbollskarriär i klubben vid 38 års ålder.
Thörn gjorde 328 mål på nio säsonger, varav 59 på en säsong.

## Spelstil
Thörn var en oöm, fysiskt stark spelare som hade näsa för att göra mål. Genom att vräka sig fram vid motståndarmålet ordnade han många straffar, som han sedan slog själv, oftast med mål som följd.

## Meriter

### I landslag
Sverige
- Uttagen till VM (1): 1934 (ingen speltid)
- 2 landskamper, 1 mål

### I klubblag
Örebro SK

### Webbkällor
- FIFA-profil
- Arvid Thörn på worldfootball.net
- Lista på landskamper, svenskfotboll.se, läst 2013 02 20
- Sveriges trupp VM 1934, fifa.com